# Roscoe (Illinois)
Roscoe – wieś w Stanach Zjednoczonych, w stanie Illinois, w hrabstwie Winnebago.